# Ulomorpha
Ulomorpha ies un género de dípteros nematóceros perteneciente a la familia Limoniidae. Se distribuye por Canadá, USA, Corea del Norte & Japón.

## Especies
- Contiene las siguientes especies:
- U. aridela Alexander, 1927
- U. nigricolor Alexander, 1924
- U. nigrodorsalis Alexander, 1949
- U. nigronitida Alexander, 1920
- U. pilosella (Osten Sacken, 1860)
- U. polytricha Alexander, 1930
- U. quinquecellula Alexander, 1920
- U. rogersella Alexander, 1929
- U. sierricola Alexander, 1918
- U. vanduzeei Alexander, 1920